# Henry Bradley
Henry Bradley Unzueta (Lima, 1939 - Ibídem, 2016) fue un destacado piloto de automovilismo peruano.

## Biografía
Henry Bradley nació en Lima en 1939. Hijo del también piloto de automóviles y empresario inglés Henry Bradley Barnett, quien llegó al Perú en la década de los años 20.
Incursionó desde muy joven en el mundo del automovilismo, sin esperar convertirse en un hito del automovilismo peruano. Su debut lo realiza el 8 de diciembre de 1961 en el Gran Premio Norperuano (Sullana – Tumbes – Sullana), logrando el segundo lugar en su categoría y el tercero en la clasificación general.
Luego de competir en el Gran Premio Argentino de 1962 se pregunta por qué los argentinos tenían un Gran Premio y los peruanos no. Empezó a transmitir esta inquietud a Nicky Alzamora y a los miembros del Automóvil Club Peruano, los cuales empezaron a trabajar y luego de cuatro ańos, buscando las rutas, se logró hacer la primera carrera de Caminos del Inca.
Comandando un Volvo 122S y teniendo como copiloto a Cesar Vidaurre, el joven Henry fue el ganador de la primera edición del Gran Premio Nacional de Carreteras Caminos del Inca en 1966 y luego en seis oportunidades más (1968, 1970, 1976, 1979, 1980 y 1988) logrando un récord difícil de superar.
Es propietario de una escuela de manejo avanzado por donde pasaron grandes figuras del automovilismo, y el autódromo del Distrito de Santa Rosa lleva el nombre de su padre.
Falleció en Lima, el 7 de abril de 2016, víctima de un cáncer y de Miastemia Gravis. Siendo sus restos velados en las instalaciones del Automóvil Club Peruano (Av. Canaval y Moreyra 671, San Isidro).

## Palmarés
- Campeón de Caminos del Inca (1966, 1968, 1970, 1976, 1979, 1980 y 1988)
- Ganador Gran Premio Presidente de la República (1976, 1978 y 1982)
- Ganador en su categoría junto a Peter Kube en la Vuelta a Sudamérica 1978.